# Stadio Tommaso Fattori
Stadio Tommaso Fattori – to wielofunkcyjny stadion w mieście L’Aquila, we Włoszech. Jest obecnie używany głównie dla meczów rugby union oraz piłki nożnej. Swoje mecze rozgrywają na nim drużyny L’Aquila Calcio i L’Aquila Rugby. Stadion może pomieścić 10 000 widzów. Został zbudowany w latach 1929–1933, następnie na nim odbywały się mecze piłkarskie Letnich Igrzysk Olimpijskich rozgrywanych w 1960 roku w Rzymie.